# Molybden(III) bromide
Molybden(III) bromide là một hợp chất vô cơ có công thức hóa học MoBr3. Nó là một chất rắn màu đen không hòa tan trong hầu hết các dung môi nhưng hòa tan trong các dung môi cho như pyridin.

## Điều chế
Molybden(III) bromide được tạo ra bởi phản ứng của nguyên tố molybden và brom ở 350 °C (662 °F; 623 K).
{\displaystyle \mathrm {2\ Mo+3\ Br_{2}\longrightarrow 2\ MoBr_{3}} }
Nó cũng có thể được điều chế từ quá trình khử molybden(IV) bromide bằng kim loại molybden, khí hydro hoặc một hydrocarbon.

## Cấu trúc
Nó có cấu trúc bao gồm chuỗi vô hạn các khối bát diện chia sẻ mặt với các tiếp điểm Mo–Mo ngắn và dài xen kẽ. Cấu trúc tương tự xuất hiện trong các tribromide của rutheni và tecneti. Ngược lại, trong pha nhiệt độ cao của titan(III) iodide, sự phân tách Ti—Ti là bất biến.

## Tính chất
- Nó bị phân hủy khi đun nóng mạnh trong môi trường trơ:

{\displaystyle {\mathsf {2MoBr_{3}\ \xrightarrow {500^{o}C} \ 2MoBr_{2}+Br_{2}}}}
- Nó phản ứng với dung dịch kiềm, tạo ra molybden(III) hydroxide:

{\displaystyle {\mathsf {MoBr_{3}+3NaOH\ \xrightarrow {} \ Mo(OH)_{3}+3NaBr}}}
- Nó phản ứng với hydro fluoride ở nhiệt độ cao, tạo ra molybden(III) fluoride:

{\displaystyle {\mathsf {MoBr_{3}+3HF\ \xrightarrow {600^{o}C} \ MoF_{3}+3HBr}}}

## Hợp chất khác
MoBr3 còn tạo một số hợp chất với NH3, như MoBr3·3NH3 là chất rắn màu vàng sáng.
MoBr3 còn tạo một số hợp chất với CO(NH2)2, như MoBr3·3CO(NH2)2 là tinh thể cam, tan trong dung dịch urê kèm sự phân hủy, không tan trong nước và các dung môi hữu cơ phổ biến hay MoBr3·6CO(NH2)2 là tinh thể hình trụ màu lục nhạt-vàng nhạt, tan trong nước kèm sự phân hủy, không tan trong các dung môi hữu cơ phổ biến.